# Sexsamarit
| Sexsamarit |
| --- |
| - Betydelse – person som yrkesmässigt hjälper funktionshindrad att nå sexuell tillfredsställelse - Förekomst – med offentligt stöd i Nederländerna; utan offentligt stöd i vissa andra länder - Syn i Nederländerna – sexarbetaren ses som en sorts vårdpersonal |

En sexsamarit är en person som hjälper funktionshindrade till sexuell tillfredsställelse via sexvård. Detta görs eftersom sexuella relationer och intimitet ökar personers psykiska välbefinnande och kan ta bort skammen att känna sexuell lust.
Verksamheten uppbär offentligt stöd och är sanktionerad i Nederländerna, och diskussioner om något liknande har förts i andra europeiska länder. Vissa prostituerade eller eskorttjänster förmedlar tjänster direkt anpassade för funktionshindrade.

## Olika länder

### Nederländerna
I Nederländerna (där tjänsten heter sekszorg, motsvarande engelskans sex care) betalar vissa kommuner ut bidrag så handikappade kan betala en stiftelse för förmedling av sexuella tjänster. Bidragen är inte öronmärkta just för att inhandla sexuella tjänster, men systemet tillåter inköp av dylika upp till en nivå som nämnts vara månatligen förekommande. Verksamheten i Nederländerna beskrevs 2018 till att ha gett positiva effekter i form av mindre frustration och aggression hos brukarna, liksom en större känsla av lycka och välbefinnande.

I Nederländerna förmedlar flera organisationer sexuella tjänster just mot funktionsnedsatta.

Minst tre nederländska stiftelser arbetar med denna typ av tjänster: Stichting Sexualiteit en Handicap De Schildpad (SHDS, Handikapp- och sexualitetsstiftelsen), Stichting Alternatie Relatiebemiddeling (SAR, Stiftelsen för Alternativ Relationsförmedling) och Flekszorg (ungefär 'Flex-vård'). SHDS grundades 1997 och arbetar tillsammans med läkare, sexologer, sjukhus och sociala institutioner för att förmedla sexuella tjänster till funktionshindrade. SAR bildades redan 1982, i Arnhem, av boende i staden med funktionshinder. Stiftelsen fungerar som en förmedlare av tjänster och kopplar samman kunder med tjänsteförmedlare i hela Nederländerna, samt i delar av Tyskland och Belgien. De hjälpsökande kan vara äldre, hetero-, homosexuella eller transpersoner med någon form av funktionshinder. Flekszorg uppbär, till skillnad från de två andra stiftelserna, inte statsstöd för sin verksamhet, och därför är deras tjänster lite dyrare. Där kan kunderna få betala upp till 248 euro för 90 minuters sexvård. Tjänsterna utförs av frilansande sexvårdsarbetare, som på nederländska omnämns som seksverzorgende ('sexvårdare').
Ersättningen för sexvården kan vara olika i olika delar av Nederländerna, och det är inte alla kommuner eller provinser som har praxis att ge sådan ersättning. I Amsterdam har det dock varit standard, även om det finns uppgifter från 2022 om en möjlig ändrad policy. I Nederländerna finns förslag på att införa tvingande licenser och 21-årsgränser för prostituerade och bordellinnehavare, och i staden Amsterdam pågår även försök att omlokalisera prostitutionsstråket De Wallen från centrum till en mindre central plats i Amsterdam.
De som arbetar som sexsamariter räknas i Nederländerna inte som prostituerade alternativt som en särskild typ av sexarbetare, och man ser dem som kvalificerade yrkesmänniskor inom hälsovården för funktionshindrade. Detta är i linje med WHO:s program om att alla människor har rätt till sexuell och reproduktiv hälsovård.

### Australien
Exempel finns där funktionshindrade kunnat utnyttja sitt statliga bidrag för att betala för sexuella tjänster i Australien. Domslut från 2020 har lett till kritik och negativ uppmärksamhet kring påstått missbruk av skattemedel. Systemet är ännu inte utarbetat och klargjort, men möjligheten till denna typ av tjänsteköp ses positivt på från PWD, Australiens största stödorganisation för funktionshindrade. I ett antal av Australiens delstater är prostitution/sexarbete fullt eller åtminstone delvis lagligt, och längst i "normalisering" av branschen har man gått i New South Wales.

### Nya Zeeland
Prostitution avkriminaliserades i Nya Zeeland 2003 genom en allmän lag, och i landet är många typer av sexarbete tillåtet och fenomenet mer eller mindre integrerat i hälso- och sjukvårdssystemet. Detta inkluderar även verksamheter som eskorttjänster och bordeller; gatuprostitution fortsätter dock att vara ett problemområde på grund dess ofta tillfälliga natur och exempel på minderåriga sexsäljare.
I Nya Zeeland talas ibland om hur verksamheten inom äldrevården även kan inkludera tillgängliggörande av sexarbetare, internetpornografi eller hjälp till onani. Denna verksamhet, som ibland diskuteras omkring via begreppet porneia (grekiska: 'prostitution') talas det ofta tyst om på grund av hänsyn till anhörigas känslor, okunskapen kring äldres sexualitet och ofta okänslig och sensationalistisk massmedierapportering. Den sexuella assistansen behöver också ta hänsyn till alla inblandades frivillighet, samt landets lagar emot tvingad prostitution, prostitution av minderåriga och prostitution av personer utan permanent uppehållstillstånd.

### Andra länder
I vissa andra länder finns enstaka exempel på användning av sexuell assistans. I Irland är det närmaste man kommer eskorttjänsten Escort Irelands kategorisering av "handikappvänliga" sexarbetare och en liknande tjänst i Storbritannien via TLC Trust. Problemet i de här båda länderna är en motvilja från myndigheterna att underlätta tjänster som kan associeras med prostitution eller underlättande av prostitution. En skotsk sexarbetare som nischat sig mot att arbeta med funktionshindrade menar att det även bland prostituerade finns många som inte vill ha funktionshindrade som kunder, ibland av rädsla över hur de ska hantera situationen. Olika exempel finns på hur sexarbetare ibland kan fungera som psykologiskt stödjande socialarbetare, vid sidan av de rent sexuella tjänsterna de utför.
Kampanjer har även bedrivits för att införa något liknande Nederländernas offentliga stödprogram i Storbritannien (där en sådan verksamhet kan beskrivas som sex care – 'sexvård'). Diskussioner om behovet om något liknande har även nämnts i Sverige (där sexköp är olagligt) och Spanien (där sexköp är lagligt).
I Danmark fanns 2014 cirka 300 sexualvägledare för funktionshindrade, en offentlig funktion skapades i Danmark under 1980-talet. Dessa rådgivare ska hjälpa en funktionshindrad att kunna hantera sin egen sexualitet men är inte att jämföra med sexsamariter. Däremot är det sedan lagförändringen på 1980-talet tillåtet för vårdpersonal att även förmedla kontakter med en sexarbetare "så länge inget vinstintresse [är] inblandat", och möjligheten till denna assistans finns i många danska kommuner. Fenomenet är dock omdiskuterat, på grund av olika åsikter i Danmark om hur man bäst hanterar sexarbete och hjälper sexarbetare.